# Homalopoma radiatum
Homalopoma radiatum är en snäckart som först beskrevs av Dall 1918.  Homalopoma radiatum ingår i släktet Homalopoma och familjen turbinsnäckor. Inga underarter finns listade i Catalogue of Life.